# 非裔巴基斯坦人
非裔巴基斯坦人也叫巴基斯坦的西迪人。是带有非洲黑人血统的巴基斯坦人，他们是拥有巴基斯坦公民权，定居在巴基斯坦的非洲穆斯林移民及其后代。
非裔巴基斯坦人最早是英國殖民時期從非洲（特別是西非）捕捉的黑人穆斯林勞工。他們進入今巴基斯坦地區后選擇留了下來。在20世紀70年代，隨著巴基斯坦經濟的發展，也有一些非洲穆斯林移民進入巴基斯坦定居。他們大都已同化入講烏爾都語的人群中。多與俾路支人結婚。